# George Jones (Maler)
George Jones (* 6. Januar 1786; † 19. September 1869 in Park Square, Regent’s Park) war ein britischer Maler und Mitglied der Royal Academy of Arts.
Jones ist bekannt für seine Malereien mit militärischem Kontext. Er studierte bereits im Alter von 15 Jahren ab 1801 an der Royal Academy.

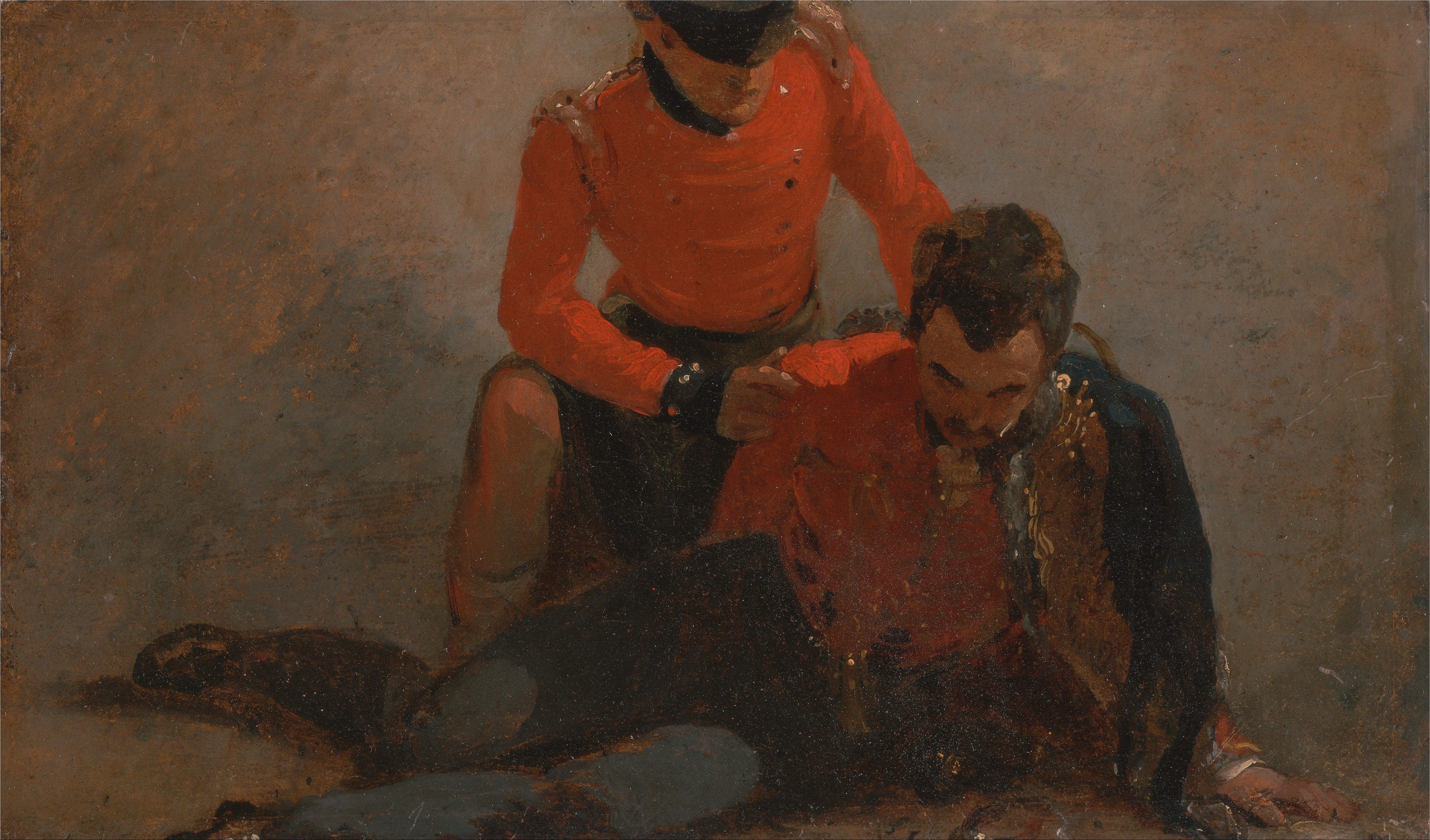
A Highlander, Black Watch attending a General of Hussars, possibly Lord Uxbridge, George Jones, Ölgemälde, 1815.

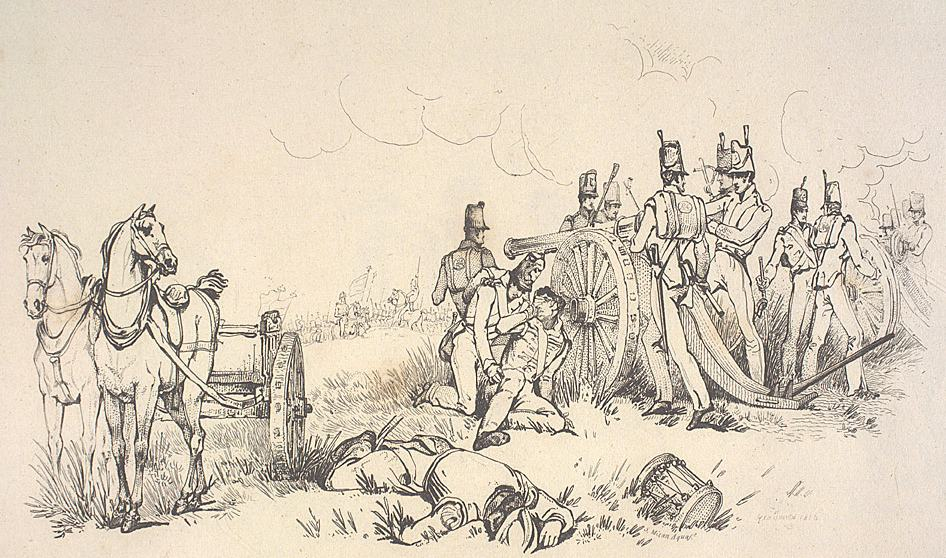
„The artillery officers had the range so accurately, that every shot and shell fell into the very centre of their masses.“

## Weitere Informationen
- Lee, Sidney (Ed.). Dictionary of national biography, volume 30 (1892) pp. 102–3.
- Harrington, Peter, „The Battle Paintings of George Jones, R.A. (1786-1869),“ Journal of the Society for Army Historical Research, Vol. LXVII, No. 272, Winter 1989, pp. 239–252.
- Harrington, Peter (1993). British Artists and War: The Face of Battle in Paintings and Prints, 1700-1914. London: Greenhill. ISBN 1-85367-157-6.
- Hichberger, Joany, „Captain Jones of the Royal Academy,“ Turner Studies, Vol. 3, No. 1, Summer 1983, pp. 14–20.